# Fernando Soto
Fernando Soto est un acteur espagnol, né le 18 octobre 1968 à Madrid. Il est principalement connu pour son rôle dans la série télévisée La casa de papel, dans laquelle il incarne Ángel Rubio.

## Filmographie

### Cinéma
- 1997 : Hazlo por mí
- 2003 : La Chance endormie (La suerte dormida) d'Ángeles González-Sinde : un ouvrier
- 2008 : Un de tes mots (Una palabra tuya) d'Ángeles González-Sinde : Sanchís
- 2009 : Cellule 211 (Celda 211) de Daniel Monzón : Armando Nieto
- 2009 : After : le vétérinaire
- 2010 : Balada triste (Balada triste de trompeta) d'Álex de la Iglesia : le médecin
- 2011 : Lost Destination (Verbo) d'Eduardo Chapero-Jackson : Rafa
- 2012 : Miel de naranjas : Don José
- 2013 : Gibraltar : le policier à la frontière
- 2016 : Kiki : L'Amour en fête : Fernando

### Télévision
- 1993 : Extralarge : Gonzales' Revenge
- 2000-2009 : Hospital Central : Bombero et Héctor (4 épisodes)
- 2001 : Compañeros : Perrero (1 épisode)
- 2004 : Aquí no hay quien viva : un fonctionnaire (1 épisode)
- 2006-2008 : Amar en tiempos revueltos : l'apothicaire (3 épisodes)
- 2007 : La Famille Serrano (1 épisode)
- 2007 : La que se avecina : Mario (4 épisodes)
- 2009 : Doctor Mateo : Mario (5 épisodes)
- 2009 : Sin tetas no hay paraíso : Quesada (15 épisodes)
- 2011 : Homicidios : Dr Marcelo Salas (4 épisodes)
- 2011 : La pecera de Eva : le père de Juan (13 épisodes)
- 2012 : Frágiles (1 épisode)
- 2013 : Isabel : Marqués de Cádiz (5 épisodes)
- 2015 : Rabia (es) : Francisco Camacho Bermudez (4 épisodes)
- 2015-2017 : Apaches : Santos (7 épisodes)
- 2016 : La sonata del silencio : Próculo (8 épisodes)
- 2017- : La casa de papel : Ángel (15 épisodes)